# Сурхандаря
Сурхандаря (на узбекски: Surxondaryo; на руски: Сурхандаря) е река в Узбекистан, десен приток на Амударя. Дължина 175 km (с дясната я съставяща Каратаг 287 km). Площ на водосборния басейн 13 500 km².
Река Сурхандаря се образува от сливането на реките Каратаг (лява съставяща) и Тупалангдаря (дясна съставяща), водещи началото си от южните склонове на Хисарски хребет, в югоизточната част на Узбекистан, на 516 m н.в., в близост до село Чинар. По цялото си протежение тече в посока юг-югозапад през Сурхандаринска област по широката и плодородна Сурхандаринска долина, простираща се между хребетите Байсунтау и Кугитангтау на запад и Бабатаг на изток. Влива се отдясно в река Амударя, на 290 m н.в., при град Термез. Основните ѝ притоци са десни: Сангардакдаря, Халкаджар, Пулхаким, Алакутан. Пълноводието на реката е от юни до август. Среден годишен отток на 6 km от устието 65,8 m³/s. В средното ѝ течение е изградено голямото Южносурханско водохранилище, което служи за регулиране на годишния отток на реката, а водите му се използват за напояване в южната част на Сурхандаринската долина. Непосредствено след преградната стена на водохранилището надясно се отклоняват няколко големи напоителни канали (Шерабадски, Карасу и др.). По течението и долината на Сурхандаря са разположени повечето от населените места в Сурхандаринска област, в т.ч. градовете Шурчи, Кумкурган, Джаркурган и Термез, селищата от градски тип Дустлик, Хурият и Какайди.

## Топографска карта
- J-42-А М 1:500000[2]
- J-42-В М 1:500000[3]